# Mitsui Sumitomo Insurance

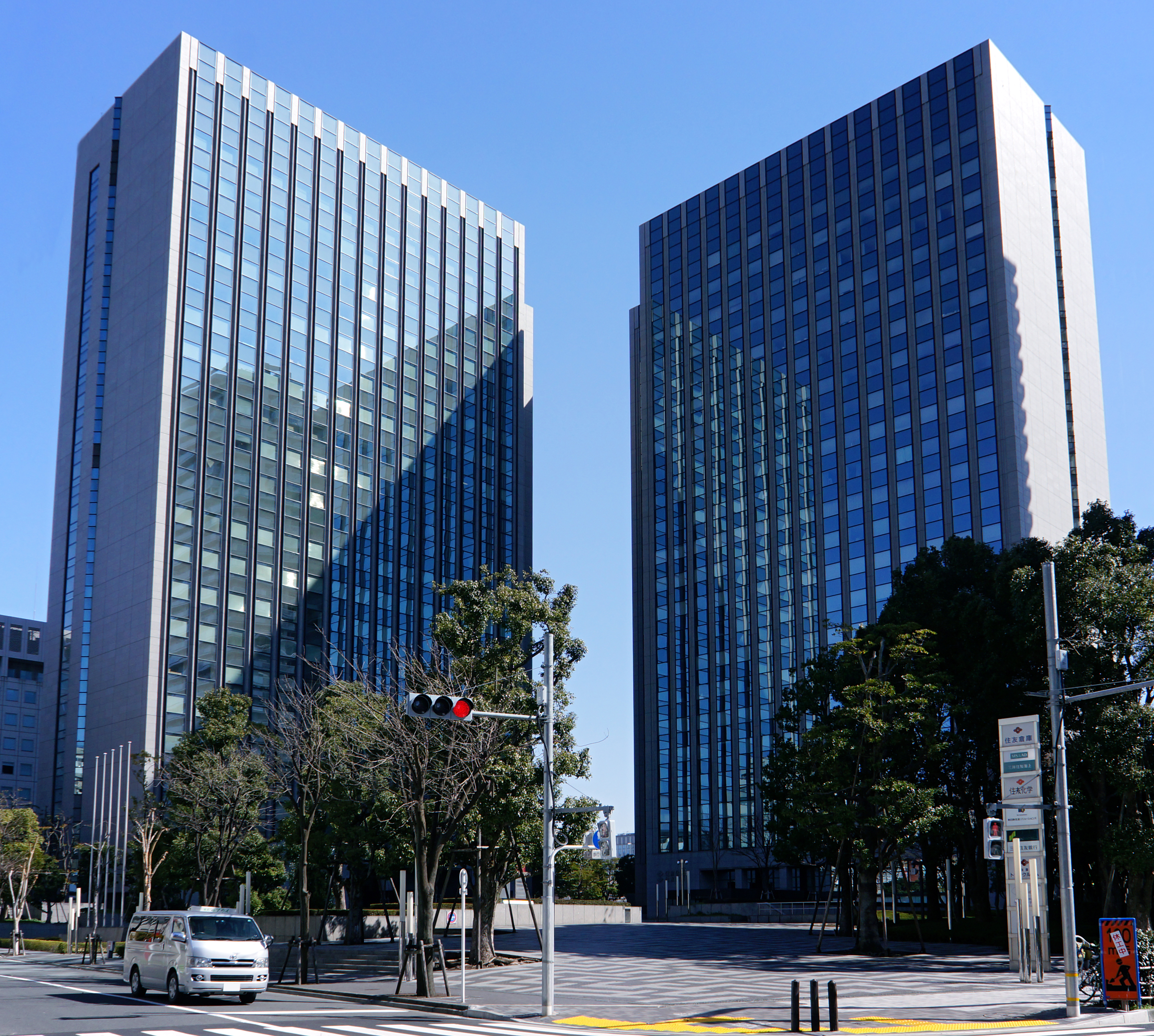
Hauptsitz in Tokio

Mitsui Sumitomo Insurance Co., Ltd. (jap. 三井住友海上火災保険株式会社, Mitsui Sumitomo Kaijō Kasai Hoken Kabushiki kaisha) ist eine japanische Versicherungsgesellschaft. Größte Aktionäre mit jeweils über vier Prozent der Anteile sind die Master Trust Bank of Japan (Mitsubishi UFJ Financial Group) und die Japan Trustee Services Bank (Sumitomo Mitsui Financial Group).

## Geschichte
Die Firma wurde im Jahr 2000 als Ergebnis eines Zusammenschlusses der beiden gleichwertigen Partner
The Sumitomo Marine & Fire Insurance Co., Ltd. und der Mitsui Marine & Fire Insurance Co., Ltd. gegründet. Die Firma wird an der Tokioter Börse unter dem Börsenkürzel 8752 gehandelt.
Die Mitsui Sumitomo Insurance Group fusionierte 2008 mit den Versicherungsgesellschaften Aioi Insurance Co. Ltd. und Nissay Dowa General Insurance Co. Ltd. zur MS&AD Insurance Group.